# 高波伸
高波 伸（たかなみ・しん ）は、日本の漫画家。

## 作品

### 単行本
- リチャード・ブランソン（パンローリング）- 伝記漫画 全1巻

ISBN 978-4775930366 2007年9月13日発行

### 連載
- 高波伸のちゃりんこ漫遊記 - 「サイクルスポーツ」（八重洲出版） 2005〜2007年連載
- 高波伸のプロショップ突撃取材モノちょいす - 「サイクルスポーツ」（八重洲出版） 2007〜2008年連載
- 極限サイクロン - 「ヤングガンガン」（スクウェア・エニックス） 2008〜2009年連載（全5回）※ツール・ド・８００ｍに改題して、電子書籍が流通している。
- 主人公ワタシ　Domix　読切
- なんでオレがこんなこと　コミックレガリア　2016年から電子書籍で不定期連載
- サミーナちゃん　ツイッターで不定期連載